# HO-Parkgaststätte Leipzig-Markkleeberg

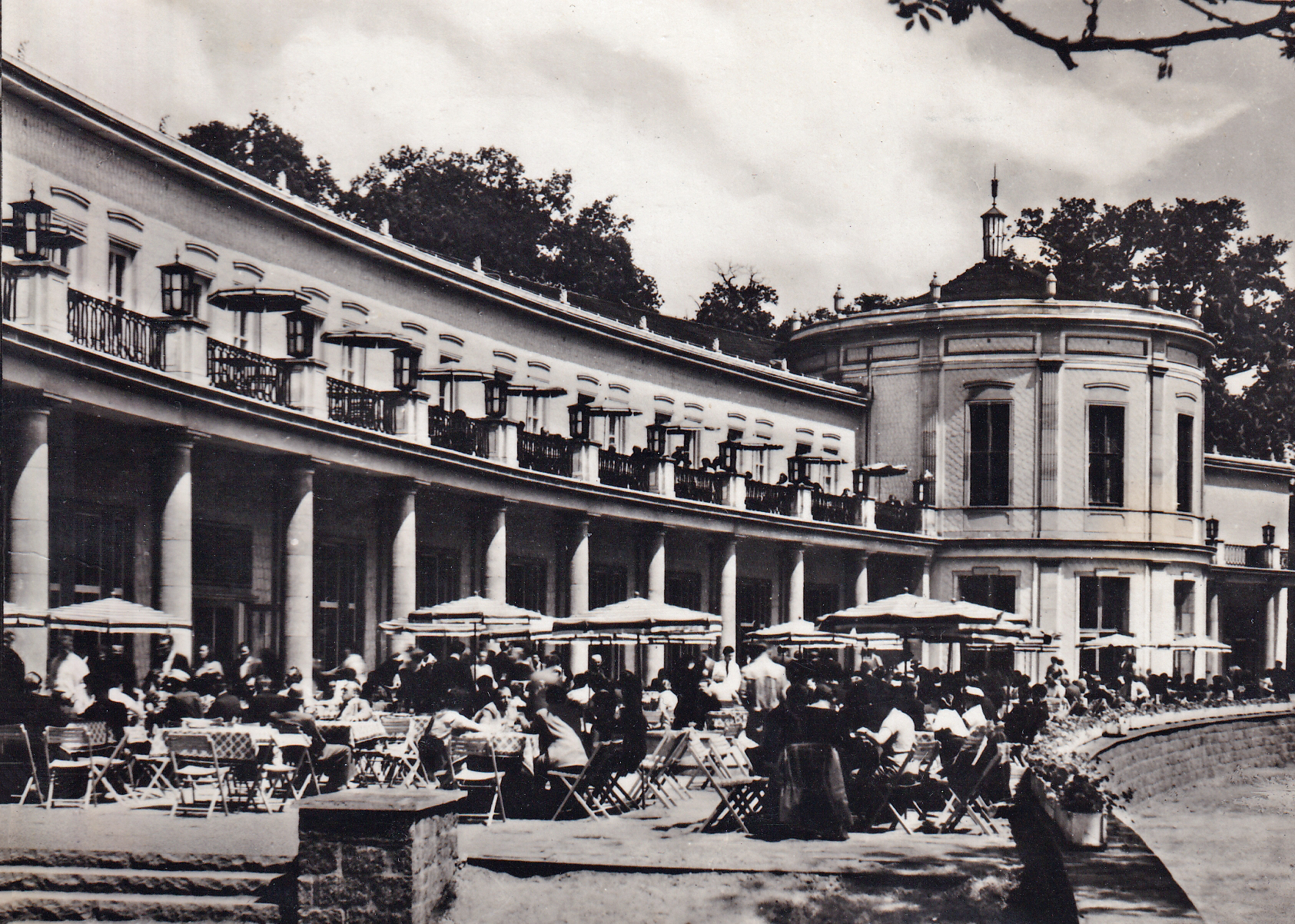
HO-Parkgaststätte Leipzig-Markkleeberg 1956

Die HO-Parkgaststätte Leipzig-Markkleeberg wurde am 22. Juni 1956 auf dem damaligen Gelände der Landwirtschaftsausstellung agra als größte HO-Gaststätte der DDR nach 1945 eröffnet. 5,1 Millionen DDR-Mark kostete das Gebäude und 0,9 Millionen die Innenausstattung. Architekt war Heinz Sommer, sein Baustil entsprach dem Sozialistischen Klassizismus. Nach der politischen Wende wurde die Gaststätte im ehemaligen Paul-Herfurth-Park (Agra-Park) privatisiert.

## Geschichte und Architektur

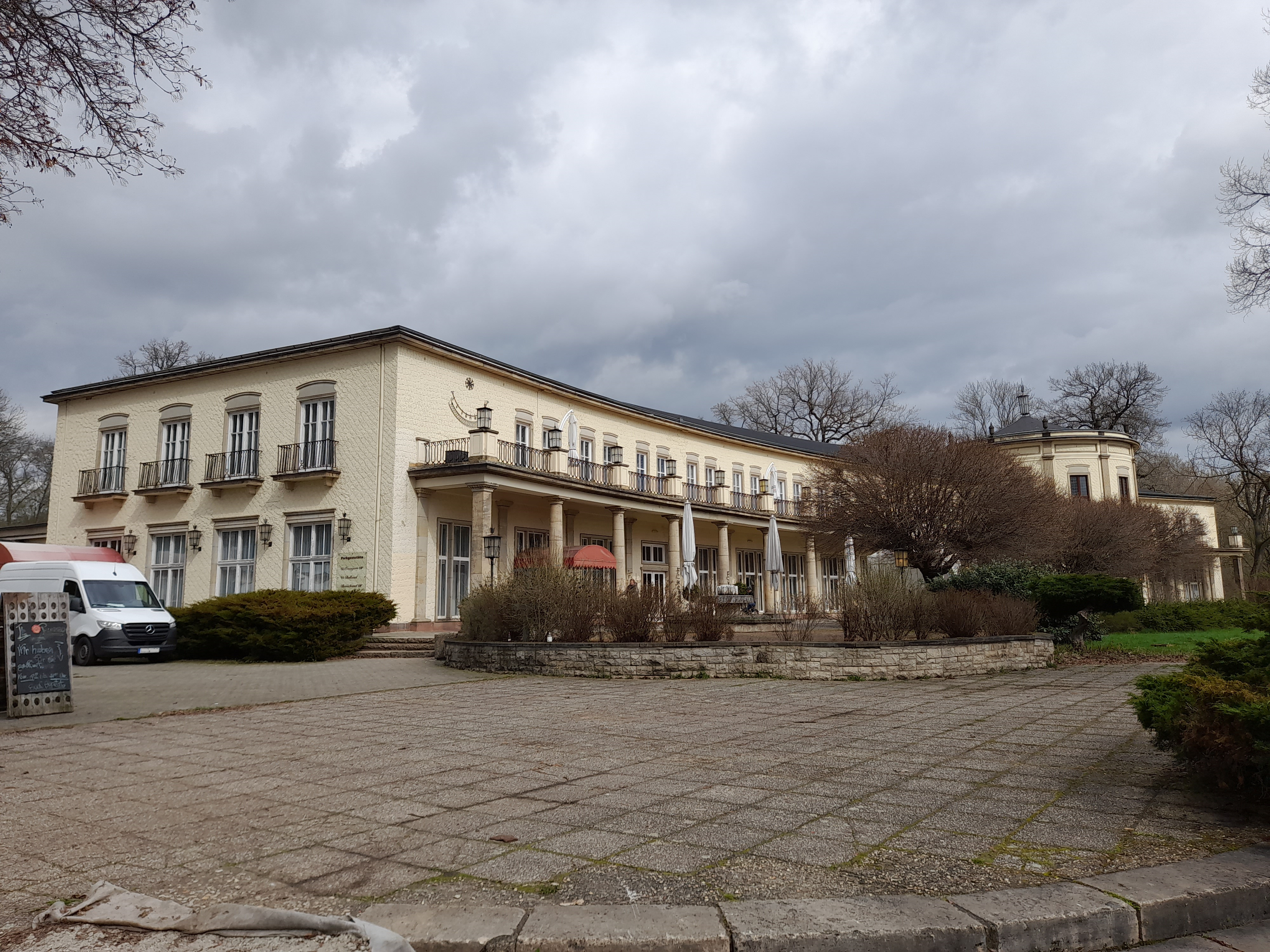
Parkgaststätte im agra-Park (Leipzig) (2023)

Mit einer Bauzeit von 1,5 Jahren wurde eine moderne Großgaststätte geschaffen. Im zentralen Restaurant befanden sich 320 Sitzplätze, die Wände waren mit einer Holztäfelung versehen und die Kronleuchter bestanden aus Neonleuchten. Im Erdgeschoss links befand sich ein kleines für Empfänge und Banketts vorgesehenes Restaurant mit 120 Plätzen; im Erdgeschoss rechts die Bauernstube mit 120 Plätzen und eine sogenannte Trinkhalle mit 36 Plätzen.
Über einen modern gestalteten Treppenaufgang erreichte man das Obergeschoss. Hier befand sich der Wintergarten mit exotischen Pflanzen unter einer Kuppel aus Korbgeflecht und Neonröhren in Form einer riesigen Sonnenblume sowie die große Weintanzbar und die Mokkabar. 120 Personen konnten diesen Gastbereich nutzen.
Neon-Kronleuchter komplettierten das Beleuchtungskonzept. In der Weintanzbar befand sich in der Mitte des Fußbodens eine runde Holzintarsienarbeit auf der Tanzfläche.
Vom Balkon hatte man eine Sicht auf die Gartenarchitektur der Anlage. Das große Café bot Platz für 320 Personen und 80 Plätze auf der Balkonterrasse. Ein Konferenzsaal im Obergeschoss fasste 140 Personen. Pastellfarben waren Grundlage des innenarchitektonischen Farbkonzeptes. Ein kleiner Sitzungsraum für 20 Personen ergänzte das Raumangebot.
Der westliche Gebäudeteil mit seiner Kolonnade war mit einem Bierausschank, Kuchenbüfett und Kaffeeausgabe konzipiert. Dieser große Selbstbedienungstrakt beköstigte zur Agra hunderte Gäste mit schnellen Gerichten.
Die Gaststätte wurde zur Landwirtschaftsausstellung und zur Messe in den 1960er und 1970er Jahren für Staatsempfänge genutzt.
Sie verfügte in den Anfangsjahren über eine eigene Fleischerei und Patisserie. Zu Messezeiten wurden u. a. täglich bis zu 80 große Chateaubriandsteaks auf großen Silberplatten verkauft und im Gastraum tranchiert. In den Jahrzehnten danach fehlten Rohstoffe und personelle Kapazitäten und die Räumlichkeiten wurden zur Massenverpflegung genutzt.
In der Ära Walter Ulbrichts fanden hier bei seinen Leipzig-Besuchen zur Messe oder zur Agra Markkleeberg festliche Empfänge statt. Dazu nahm Ulbricht stets seinen Leibkoch mit, der vorrangig französische Lebensmittel und Weine ausschließlich für den SED-Chef kredenzte.